# Park Rapids
Park Rapids es una ciudad ubicada en el condado de Hubbard en el estado estadounidense de Minnesota. En el Censo de 2010 tenía una población de 3709 habitantes y una densidad poblacional de 210,57 personas por km².

## Geografía
Park Rapids se encuentra ubicada en las coordenadas 46°55′3″N 95°3′37″O / 46.91750, -95.06028. Según la Oficina del Censo de los Estados Unidos, Park Rapids tiene una superficie total de 17.61 km², de la cual 17.06 km² corresponden a tierra firme y (3.16%) 0.56 km² es agua.

## Demografía
Según el censo de 2010, había 3709 personas residiendo en Park Rapids. La densidad de población era de 210,57 hab./km². De los 3709 habitantes, Park Rapids estaba compuesto por el 94.12% blancos, el 0.38% eran afroamericanos, el 2.29% eran amerindios, el 0.11% eran asiáticos, el 0% eran isleños del Pacífico, el 1.19% eran de otras razas y el 1.91% pertenecían a dos o más razas. Del total de la población el 3.75% eran hispanos o latinos de cualquier raza.